# Marco Antonio Boronat
Marco Antonio Boronat Gimeno (San Sebastián, Guipúzcoa, 9 de junio de 1947) es un exfutbolista y entrenador español. Su demarcación habitual era la de extremo izquierdo.

## Carrera deportiva
Hizo toda su carrera como futbolista en la Real Sociedad, donde se retiró en 1977, después de lo cual pasó a trabajar como preparador físico en el club donostiarra. Fue segundo de Alberto Ormaetxea y de John Benjamin Toshack. En mayo de 1989 se hizo cargo del equipo donostiarra en sustitución de Toshack, quien ya se había comprometido con el Real Madrid, tras clasificar al equipo para la UEFA en la temporada 1989-90, en enero de 1991 decidió dejar el cargo, estando ligado a la Real Sociedad durante 26 años, primero como jugador y luego como técnico.

### Trayectoria como entrenador
| Club                               | País   | Año     |
| ---------------------------------- | ------ | ------- |
| Real Sociedad (Segundo entrenador) | España | 1979-89 |
| Real Sociedad                      | España | 1989-91 |
| Deportivo de La Coruña             | España | 1991-92 |
| Real Valladolid                    | España | 1992-93 |
| C. D. Badajoz                      | España | 1993-94 |
| U. D. Las Palmas                   | España | 1994-95 |
| Deportivo Alavés                   | España | 1997-98 |
| C. D. Logronés                     | España | 1998-00 |